# Blackbolbus puncticollis
Blackbolbus puncticollis är en skalbaggsart som beskrevs av Macleay 1873. Blackbolbus puncticollis ingår i släktet Blackbolbus och familjen Bolboceratidae. Inga underarter finns listade.